# Английское Возрождение
Английское Возрождение — культурное и художественное движение в Англии в начале XVI — начале XVII веков, связанное с общеевропейским Возрождением, начало которого обычно датируют концом XIV века. Как и в большинстве других стран Северной Европы, в Англии элементы ренессансной культуры начали появляться с большим запозданием. Начало английского Возрождения обычно относят к царствованию Генриха VIII, временем его расцвета считается елизаветинская эпоха.